# Ikepod
Ikepod — производитель наручных часов, специализирующийся на концептуальных часах. Первоначально компания производила швейцарские часы, а в настоящее время компания выпускает наручные часы в Гонконге с использованием кварцевых механизмов Miyota. 

## История
Ikepod — швейцарская часовая компания, основанная в 1994 году Оливером Айком (Oliver Ike) и Марком Ньюсоном (Marc Newson). Выпускает культовые часы в форме диска. Часы, производимые компанией Ikepod, являются первыми часами, положившими начало волне дизайнерских часов большого диаметра в тысячелетние годы с корпусами из золота, серебра, стали, платины и титана и эксклюзивными концепциями часов ограниченной серии, граничащими с пределами искусства.
С тех пор Ньюсон и Айк покинули компанию, а в апреле 2017 года бренд Ikepod был куплен тремя новыми инвесторами в Моборже, Швейцария. Новый генеральный директор Кристиан-Луи Коль (Christian-Louis Col) объявил, что новые часы Ikepod сохранили оригинальные элементы дизайна, но преодолели технические сложности, присущие оригинальным чехлам Ikepod. Кроме того, часы Ikepod больше не будут производиться в Швейцарии. Они будут выпускаться в Гонконге с японскими кварцевыми механизмами Miyota.
Новые часы Ikepod были разработаны в Швейцарии Эммануэлем Гейтом (Emmanuel Gueit), швейцарским часовым дизайнером, ответственным за Audemars Piguet Royal Oak Offshore. В ассортимент вошли 42-миллиметровые часы Duopod и модель хронографа в 44-миллиметровом корпусе под названием Chronopod. Новые модели основаны на оригинальных моделях Ikepod Horizon и Hemipode. Часы отличаются той же эллиптической формой, корпусами из стали 316L и оригинальными силиконовыми гипераллергенными ремешками. Компания заявляет, что продукты Duopods и Chronpods больше похожи на 39- и 41-миллиметровые часы из-за отсутствия внешних ушков и того, как корпус сужается по краям. 18 сентября 2018 года продажи часов Ikepod были перезапущены на сайте Kickstarter.

## Клиентура
Канье Уэст владеет часами Ikepod.